# تشارلي سميث (لاعب كريكت)
تشارلي سميث (25 ديسمبر 1872 - 27 مارس 1947) (بالإنجليزية: Charlie Smith)‏ هو لاعب كريكت جنوب أفريقي. شارك مع منتخب جنوب أفريقيا الوطني للكريكت.

## وصلات خارجية
- تشارلز سميث على موقع إي آس بي آن كريك إنفو (الإنجليزية)